# Alfred Rethel
Alfred Rethel (født 15. maj 1816 ved Aachen, død 1. december 1859 i Düsseldorf) var en tysk maler og tegner.
Fra måneskinsromantikken, som han voksede op i på Kunstakademiet i Düsseldorf under Friedrich Wilhelm von Schadow, søgte han, under Philipp Veits og Moritz von Schwinds vejledning i Frankfurt am Main fra 1837, hen imod en marvfuld og storstilet skildring af fortids helteliv; åndsbeslægtet med Peter von Cornelius knyttede han sin kunst til Dürersk ånd og fremstillingssæt. Efter nogle staffelibilleder i1832 og 1838 kom hovedværket, den monumentale freskocyklus i Aachen Rådhus: Karl den Stores historie. Rethel, der sejrede i konkurrencen hertil 1840, fik kun de fire billeder færdige; en sindssygdom, fremskyndet af intriger og fortrædigelser under arbejdet, gjorde ham fra 1852 ganske uarbejdsdygtig; efter Rethels udkast gjorde Joseph Kehren arbejdet færdigt, hele suiten blev skåret i træ af Richard Brend'amour efter Albert Baurs og Kehrens tegning. Lige så stort kunstværd har de akvarelerede tegninger Hannibals-Toget (1842—44, udgave i træsnit 1875) og dødebillederne, grandiose, storlinede enkle kompositioner af gribende virkning; en del af dem tegnede på træ af Hugo Bürkner; blandt dødebillederne er cyklussen Auch ein Todtentanz fra 1848, der kom i mange oplag, særlig bekendt. Rethel har endvidere leveret illustrationer til forskellige værker blandt andet Bibelen, Nibelungenlied.

## Auch ein Totentanz
- Auch ein Totentanz
 første blad
- Auch ein Totentanz
 andet blad
- Auch ein Totentanz
 tredje blad
- Auch ein Totentanz
 fjerde blad
- Auch ein Totentanz
 femte blad
- Auch ein Totentanz
 sjette blad

## Hannibals-Toget
- Hannibals-Toget
 første blad
- Hannibals-Toget
 andet blad
- Hannibals-Toget
 tredje blad
- Hannibals-Toget
 fjerde blad
- Hannibals-Toget
 femte blad
- Hannibals-Toget
 sjette blad